# Valp
Valp, nome d'arte di Valentine Pasche (Ginevra, 10 aprile 1979), è una fumettista, disegnatrice e scrittrice svizzera.
Vive e lavora a Ginevra.

## Biografia
Dopo aver studiato tre anni alla scuola “Arts Décoratifs” di Ginevra, Valp comincia la sua carriera di fumettista.
Trova la sua ispirazione nella letteratura ed il cinema fantasy, fantascienza e steampunk. In particolare Star Trek, Harry Potter, Sherlock Holmes, i racconti di Lovecraft ed il Dracula di Bram Stocker.
La sua prima serie, di cinque album, è ambientata in un mondo chiamato Lock. Questo mondo senza cielo, selvaggio e meccanico, è pieno di pericoli. La serie racconta la storia di un gruppo di personaggi che cercono di scappare da questo mondo.
La sua seconda serie si chiama "Ashrel". Si tratta di un'avventura di fantasy medievale. Il primo volume della sua seconda serie è stato pubblicato 20 maggio 2009 e ha ricevuto il premio Töpffer della città di Ginevra, 4 dicembre 2009.
Il primo volume della sua terza serie, "Les fantômes de Neptune", è stato pubblicato nel 2015. Si tratta di un fumetto d'avventura steampunk, ambientato nel 1890, in un'Europa alternativa, dove il progresso scientifico è così avanzato dà permettere l’inizio dell’esplorazione spaziale.

## Opere
- Lock Tome 1 - Nepharius, 2001 ISBN 2-940199-58-2
- Lock Tome 2 - Mécanique Céleste, 2002 ISBN 2-940199-92-2
- Lock Tome 3 - Le Prix du Passé, 2004 ISBN 2-940334-46-3
- Lock Hors-Série - Le Guide de Lock, 2004 ISBN 2-940334-57-9
- Lock Tome 4 - Abrasombra, 2006 ISBN 2-88890-110-2
- Lock Tome 5 - Langorytes, 2007 ISBN 2-88890-239-7
- Lock - L'Intégrale, 2008
- Ashrel Tome 1 - Dragon, 2009 ISBN 2-756007-29-3
- Ashrel Tome 2 - Wesconda, 2010 ISBN 978-2-7560-1803-4
- Ashrel Tome 3 - Tanatis, 2011 ISBN 2-7560-1804-X
- Ashrel Tome 4 - Le cercle noir, 2012 ISBN 2-7560-3067-8
- Les Fantômes de Neptune – 1. Kheropis, 2015 ISBN 978-2-756053-90-5
- Sketchbook Valp, 2011 ISBN 978-2-916518-51-0